# Episannina albifrons
Episannina albifrons is een vlinder uit de familie wespvlinders (Sesiidae), onderfamilie Sesiinae.
Episannina albifrons is voor het eerst wetenschappelijk beschreven door Hampson in 1910. De soort komt voor in het Afrotropisch gebied.